# Starîi Hutir, Lohvîțea
Starîi Hutir (în ucraineană Старий Хутір) este un sat în comuna Hîreavi Iskivți din raionul Lohvîțea, regiunea Poltava, Ucraina.

## Demografie
Componența lingvistică a localității Starîi Hutir
     Ucraineană (96,26%)
     Rusă (3,74%)
Conform recensământului din 2001, majoritatea populației localității Starîi Hutir era vorbitoare de ucraineană (96,26%), existând în minoritate și vorbitori de rusă (3,74%).